# Friedrich Wührer
Friedrich Wührer (* 29. Juni 1900 in Wien, Österreich-Ungarn; † 27. Dezember 1975 in Mannheim) war ein deutsch-österreichischer Pianist und Klavierpädagoge.

## Leben
Sein Vater, der Kommerzialrat, Franz Karl Wührer stammte aus Wien-Hetzendorf, seine Mutter Maria Theresia Pistauer aus Iglau in Mähren. Im Jahr 1924 heiratete er Hilda Duchoslav in der Gumpendorfer Pfarrkirche. Nachdem Wührer an der Musikakademie Wien 1915–1920 bei Franz Schmidt Klavier, bei Ferdinand Löwe Dirigieren und bei Joseph Marx Musiktheorie studiert hatte, begann er früh eine Pianistenkarriere, die ihn durch fast alle Erdteile führte. Sein besonderes Interesse galt der Musik der Romantik und Spätromantik. Er hat wohl als Erster das gesamte Klavierwerk von Schubert für die Schallplatte eingespielt. Ein freundschaftliches Verhältnis zur älteren Generation verband ihn – relativ kurz – mit Max Reger und – wesentlich länger – mit Hans Pfitzner; letzterer widmete ihm seine Sechs Studien für das Pianoforte op. 51 (1943).
Sein zeitgenössisches Repertoire umfasste auch Werke von Bartók, Strawinsky, Prokofjew und Hindemith. In den zwanziger Jahren trat er häufiger in Konzerten des Schönberg-Kreises auf, so 1923 mit Schönbergs George-Liedern op. 15, 1924 bei einer Aufführung des Pierrot Lunaire in Barcelona, wo Wührer an Stelle von Eduard Steuermann den Klavierpart übernahm, oder 1925 mit Weberns Stücken für Cello und Klavier op. 11.
Zusammen mit dem Cellisten Joachim Stutschewsky gründete Wührer das Wiener Duo, zusammen mit dem Geiger Karl Doktor (1885–1949) und dem Cellisten Hermann Busch das Wiener Trio, das bis 1933 bestand.
Als Klavierpädagoge wirkte Wührer in Wien, Mannheim (1934) und Kiel (1936). Juni 1933 trat er der in Österreich zeitgleich verbotenen NSDAP bei, zum 1. Mai 1938 erfolgte die reguläre Aufnahme in die Partei (Mitgliedsnummer 6.195.194). Wührer stand 1944 in der Gottbegnadeten-Liste des Reichsministeriums für Volksaufklärung und Propaganda. Nach dem Krieg leitete er 1949 bis 1951 Meisterkurse am Mozarteum in Salzburg, von 1952 bis 1957 war er wieder in Mannheim und von 1955 bis 1968 an der Musikhochschule München. Außerdem gab er Meisterkurse an der Internationalen Sommerakademie Salzburg.
Wührer findet Erwähnung in Thomas Bernhards Roman Der Untergeher (1983).

## Werke
Monographie
- Meisterwerke der Klaviermusik. Einführung und Erläuterungen eines Interpreten. Heinrichshofen’s Verlag, Wilhelmshaven 1966

Editionen und Bearbeitungen
- Chopin-Studien
- Alte Meister
- Werke von Franz Schmidt:
  - Konzertante Variationen über ein Thema von Beethoven für Klavier (linke Hand allein) und Orchester (1923) – zweihändige Fassung (1952)
  - Klavierkonzert Es-Dur (für linke Hand allein; 1934) – zweihändige Fassung (1952)

## Schüler
- Franz Königshofer (1901–1970)
- Frieda Valenzi (1910–2002)
- Karl Robert Marz (1919–1977)
- Felicitas Karrer (* 1924)
- Geoffrey Parsons (1929–1995)
- Hedwig Bilgram (* 1933)
- Maria Luisa Lopez-Vito (* 1939)
- Helmut Bieler (1940–2019)
- Sorrel Hays (1941–2020)
- Richard Wilson (* 1941)
- Georg Ebert (1928–2013)
- Hans Kann (1927–2005)